# Stade Florencio Sola
Le stade Estadio Florencio Sola, surnommé Lencho, est un stade de football inauguré en 1940 et situé à Banfield, dans la banlieue de Buenos Aires en Argentine. 
Il accueille les matchs à domicile du club du Club Atlético Banfield, évoluant en première division.